# Resolutie 1808 Veiligheidsraad Verenigde Naties
Resolutie 1808 van de Veiligheidsraad van de Verenigde Naties werd op 15 april 2008 unaniem aangenomen door de VN-Veiligheidsraad en verlengde de VN-waarnemingsmissie in Abchazië met een half jaar.

## Achtergrond
Op de golf van opkomend onafhankelijkheidsstreven van Georgië uit de Sovjet-Unie tegen het einde van de jaren 1980, streefde de Abchazische minderheid in de Abchazische autonome republiek de onafhankelijkheid na, uit angst de autonomie in Georgië te verliezen. Het leidde tot etnische spanningen met de Georgiërs, die in Abchazië de grootste bevolkingsgroep waren.
In 1992 kwam het tot een gewapend conflict, waarbij ook Rusland betrokken raakte, dat het voor de Abchaziërs opnam. Begin 1993 braken zware gevechten uit om de Abchazische hoofdstad Soechoemi. In de zomer van 1993 werd een staakt-het-vuren afgesproken en werd de UNOMIG-waarnemingsmissie opgericht. De val van Soechoemi in september 1993 leidde tot grootschalige etnische zuiveringen tegen de Georgische gemeenschap.

## Inhoud

### Waarnemingen
Het was van belang dat de scheiding van troepen en het staakt-het-vuren gehandhaafd bleven. Verder bleef er ook nood aan economische ontwikkeling in Abchazië om het leven van de mensen, en vooral vluchtelingen er te verbeteren.

### Handelingen
Men verwelkomde de verbeterde veiligheid. Op alle partijen werd aangedrongen elkaars verzuchtingen inzake veiligheid ernstig te nemen, geweld en provocaties te mijden en geen niet-toegelaten militaire activiteiten te doen.
Ook werd opnieuw verwezen naar het "document over de basisprincipes voor de bevoegdheidsverdeling tussen Tbilisi en Soechoemi". Ten slotte werd het mandaat van de UNOMIG-waarnemingsmissie in het land verlengd tot 15 oktober 2008, en werd secretaris-generaal Ban Ki-moon gevraagd in die tijd mee te zorgen voor vertrouwensmaatregelen en een betekenisvolle dialoog tussen de partijen.

## Verwante resoluties
- Resolutie 1752 Veiligheidsraad Verenigde Naties (2007)
- Resolutie 1781 Veiligheidsraad Verenigde Naties (2007)
- Resolutie 1839 Veiligheidsraad Verenigde Naties
- Resolutie 1866 Veiligheidsraad Verenigde Naties (2009)

Lijst ·  1795 ·  1796 ·  1797 ·  1798 ·  1799 ·  1800 ·  1801 ·  1802 ·  1803 ·  1804 ·  1805 ·  1806 ·  1807 ·  1808 ·  1809 ·  1810 ·  1811 ·  1812 ·  1813 ·  1814 ·  1815 ·  1816 ·  1817 ·  1818 ·  1819 ·  1820 ·  1821 ·  1822 ·  1823 ·  1824 ·  1825 ·  1826 ·  1827 ·  1828 ·  1829 ·  1830 ·  1831 ·  1832 ·  1833 ·  1834 ·  1835 ·  1836 ·  1837 ·  1838 ·  1839 ·  1840 ·  1841 ·  1842 ·  1843 ·  1844 ·  1845 ·  1846 ·  1847 ·  1848 ·  1849 ·  1850 ·  1851 ·  1852 ·  1853 ·  1854 ·  1855 ·  1856 ·  1857 ·  1858 ·  1859